# Mistrzostwa Polski w Kajakarstwie 1970
34. Mistrzostwa Polski seniorów w kajakarstwie – odbyły się w dniach 30-31 maja 1970 w Poznaniu. 

## Medaliści

### Mężczyźni

#### Kanadyjki
| Konkurencja | Złoto                                             | Czas   | Srebro                                                                         | Czas   | Brąz                                                 | Czas   |
| C-1 1000 m  | Mieczysław Skokowski (Zawisza Bydgoszcz)          | 4:45,4 | ex aequo Jan Żukowski (Zawisza Bydgoszcz) i Konrad Krawczyk (Wiskord Szczecin) | 4:48,0 | -                                                    |        |
| C-1 10000 m | Konrad Krawczyk (Wiskord Szczecin)                | 54:44  | Kazimierz Góra (Górnik Czechowice)                                             | 56:01  | Mieczysław Skokowski (Zawisza Bydgoszcz)             | 56:10  |
| C-2 1000 m  | Wojciech Kurkus Andrzej Zimowski (Skra Warszawa)  | 4:19.0 | Marian Chałupka Czesław Weinrauder (Posnania)                                  | 4:20,6 | Jerzy Kaczorowski Zygmunt Sender (Zawisza Bydgoszcz) | 4:28,0 |
| C-2 10000 m | Grzegorz Ganor Ryszard Stołek (Zawisza Bydgoszcz) | 45:46  | Jerzy Kaczorowski Zygmunt Sender (Zawisza Bydgoszcz)                           | 50:04  | Marian Chałupka Czesław Weinrauder (Posnania)        | 50:24  |

#### Kajaki
| Konkurencja | Złoto                                                                                            | Czas   | Srebro                                                     | Czas    | Brąz                                                   | Czas   |
| K-1 500 m   | Grzegorz Śledziewski (MZKS Gdańsk)                                                               | 1:56,2 | Rafał Piszcz (Warta Poznań)                                | 1:58,0  | Władysław Szuszkiewicz (Wiskord Szczecin)              | 1:58,4 |
| K-1 1000 m  | Grzegorz Śledziewski (MZKS Gdańsk)                                                               | 4:06,0 | Stefan Hoffman (Skra Warszawa)                             | 4:09,2  | Władysław Szuszkiewicz (Wiskord Szczecin)              | 4:09,4 |
| K-1 10000 m | Władysław Szuszkiewicz (Wiskord Szczecin)                                                        | 48:52  | Ryszard Marchlik (Warta Poznań)                            | 48:55   | Kazimierz Nikin (Zawisza Bydgoszcz)                    | 49:03  |
| K-2 500 m   | Rafał Piszcz Zdzisław Tomyślak (Warta Poznań)                                                    | 1:44,6 | Józef Włodek Jerzy Dziadkowiec (Nadwiślan Kraków)          | 1:46,08 | Andrzej Sztejter Stefan Hoffman (Skra Warszawa)        | 1:48,0 |
| K-2 1000 m  | Rafał Piszcz Zdzisław Tomyślak (Warta Poznań)                                                    | 3:42,4 | Wojciech Gołębiewski Witold Pawelec (Zawisza Bydgoszcz)    | 3:45,8  | Andrzej Iwańczyk Tadeusz Kmieć (Górnik Czechowice)     | 3:47,0 |
| K-2 10000 m | Krzysztof Brzozowski Kazimierz Jeremicz (Wiskord Szczecin)                                       | 44:22  | Zbigniew Grajkowski Jerzy Styp-Rekowski (Wiskord Szczecin) | 44:24   | Wiesław Zalewski Stefan Jesionowski (Spójnia Warszawa) | 44:30  |
| K-4 1000 m  | Warta Poznań Włodzimierz Marszałkiewicz Adam Richter Ryszard Marchlik Andrzej Matysiak           | 3:22,8 | Zawisza Bydgoszcz                                          | 3:25,0  | Wiskord Szczecin                                       | 3:35,2 |
| K-4 10000 m | Wiskord Szczecin Krzysztof Brzozowski Jerzy Styp-Rekowski Kazimierz Jeremicz Zbigniew Czajkowski | 39:47  | Zawisza Bydgoszcz                                          | 39:56   | Polonia Gdańsk                                         | 46:38  |

### Kobiety

#### Kajaki
| Konkurencja | Złoto                                                                              | Czas   | Srebro                                                                     | Czas   | Brąz                                            | Czas   |
| K-1 500 m   | Elżbieta Hauptman (Skra Warszawa)                                                  | 2:16,8 | Jadwiga Doering (MZKS Gdańsk)                                              | 2:20,2 | Stanisława Szydłowska (Posnania)                | 2:20,4 |
| K-2 500 m   | Ewa Stańko Izabella Antonowicz (Wiskord Szczecin)                                  | 2:06,0 | Krystyna Piaskowska Agnieszka Wyszyńska (Skra Warszawa)                    | 2:06,2 | Teresa Szymańska Anna Budziak (Czarni Szczecin) | 2:09,4 |
| K-4 500 m   | Skra Warszawa Agnieszka Wyszyńska Krystyna Piaskowska Elżbieta Hauptman Ewa Bryćko | 1:57,0 | osada kombinowana (Nadwiślan Kraków, Budowlani Nowa Huta, Start Nowy Sącz) | 1:58,2 | Czarni Szczecin                                 | 1:58,4 |